# Karlsburg (Milland)

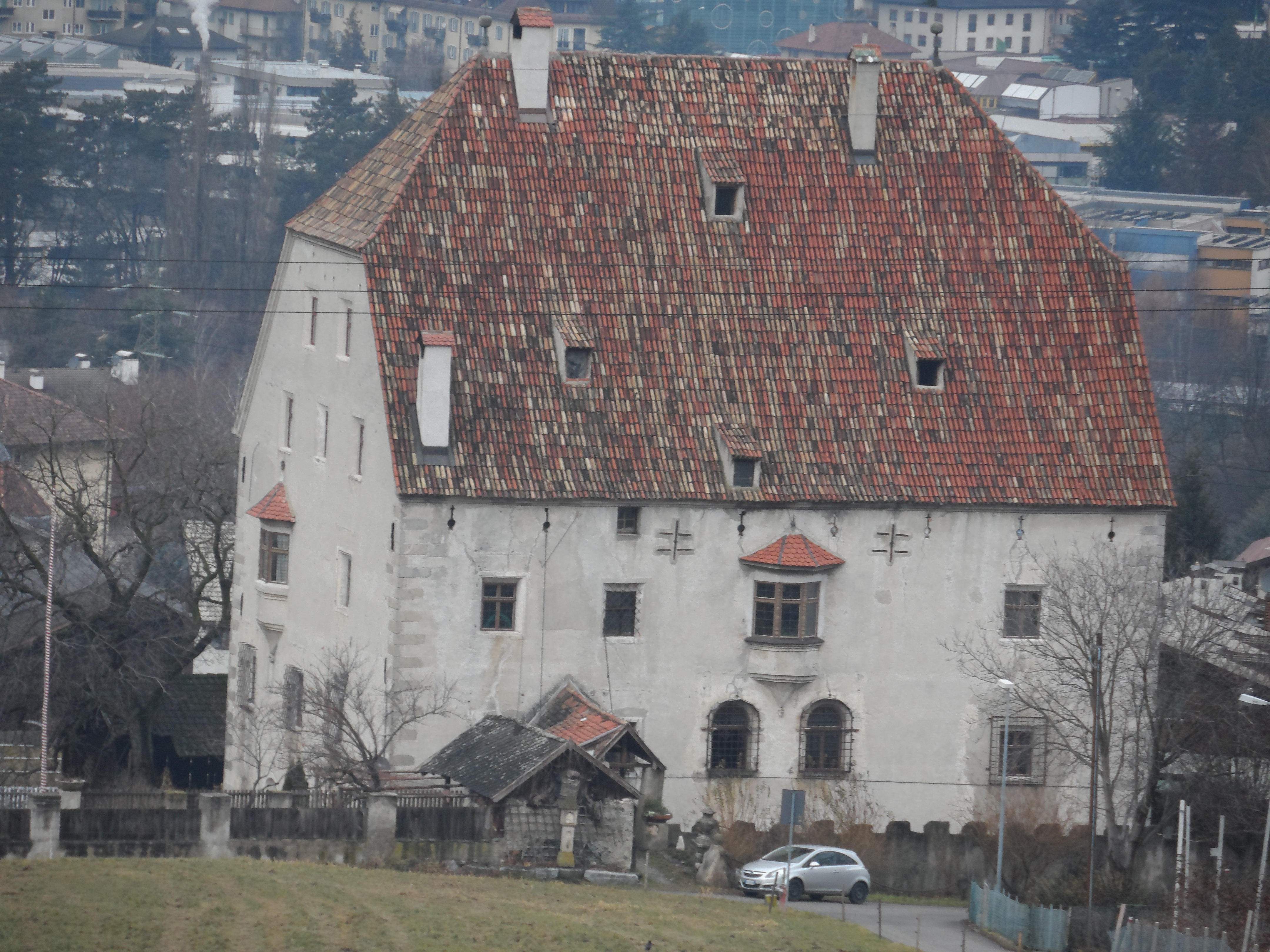
Ansitz Karlsburg

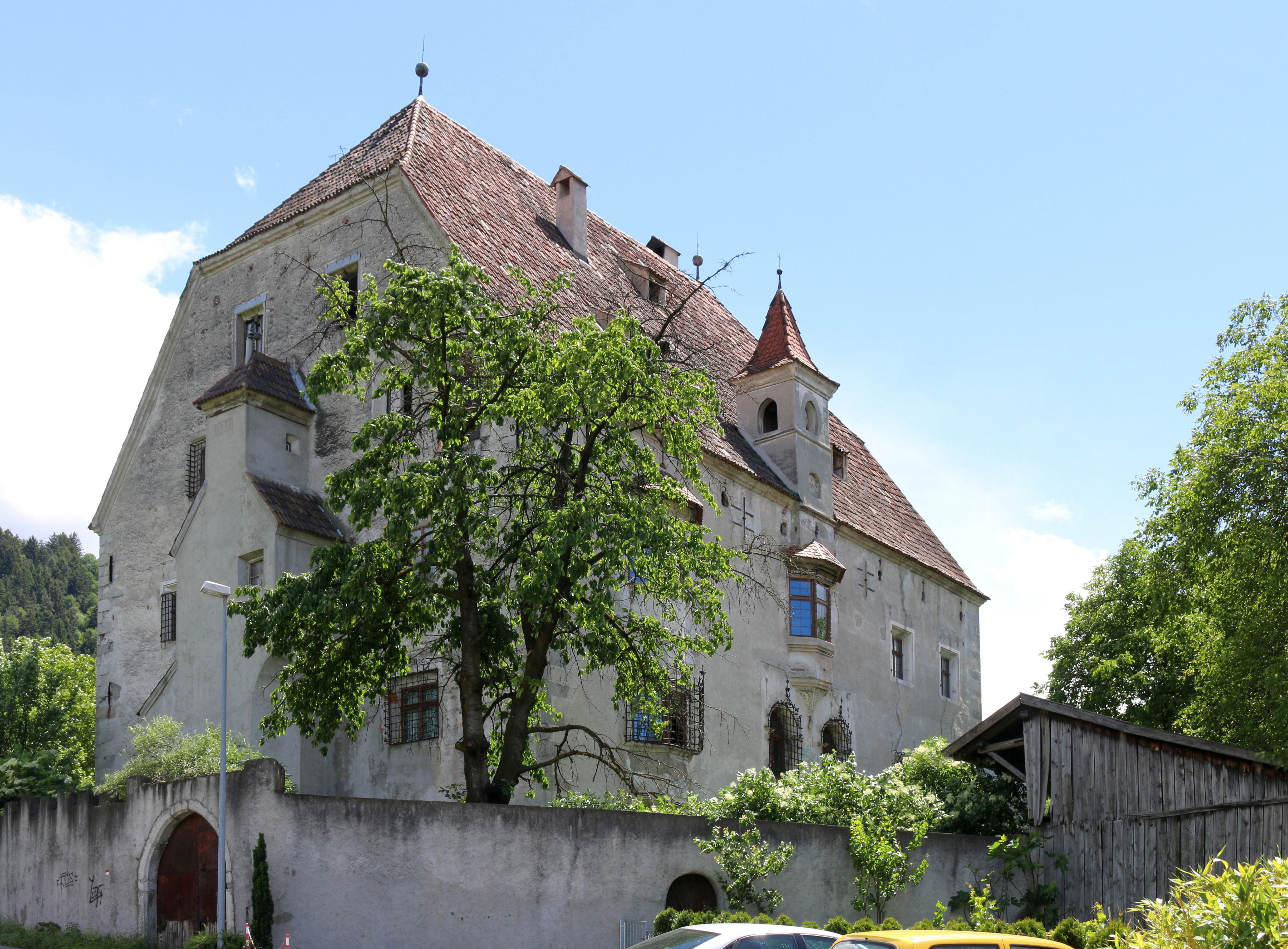
Seitenansicht

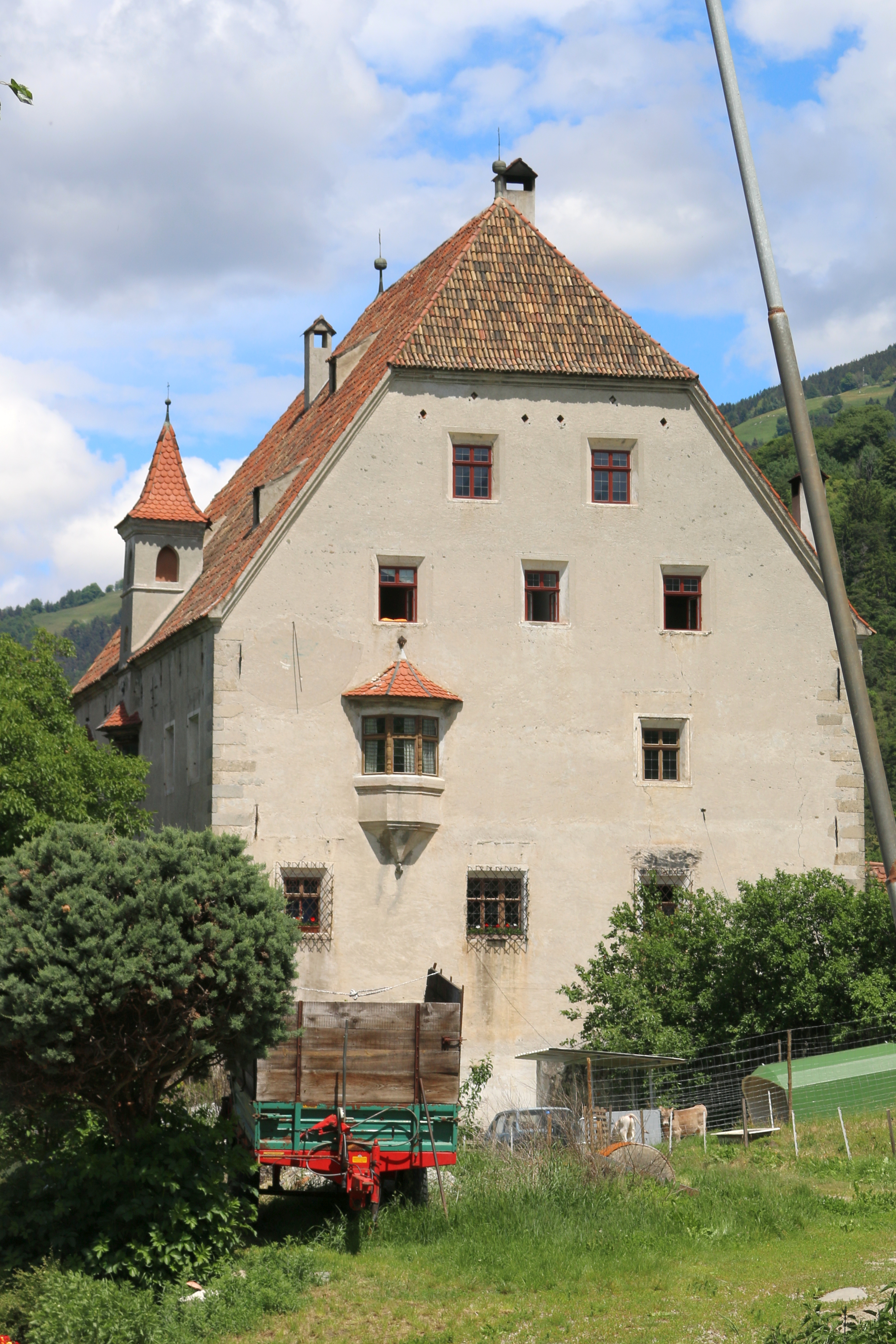
Fassade

Die Karlsburg, früher auch Winkelhof(en) genannt, ist ein alter Ansitz und geschütztes Baudenkmal in Milland, einer Fraktion der Gemeinde Brixen in Südtirol, um dessen weit sichtbares Wahrzeichen es sich handelt.

## Geschichte
Ein Vorgängerbau wurde 1250, anderen Quellen zufolge 1217/35 erstmals als oberer Meierhof des Domkapitels Brixen erwähnt. Die Karlsburg wurde früher Winkelhof(en) genannt, befand sich im Laufe der Jahrhunderte im Besitz unterschiedlicher adliger Familien. Seinen heutigen Namen und Aussehen verdankt es Carl Hannibal von Winckelhofen. 1618 kaufte er das Gebäude. Er ließ es anschließend zu einem stattlichen Ansitz mit Walmdach und Erkern umgestalten.  Die Rundbogentür trägt die Jahreszahl 1631. Die der Heiligen Dreifaltigkeit geweihte Hauskapelle mit Dachreiter besitzt ein Kreuzgratgewölbe. Die Nachkommen des Erbauers führten auch u. a. das Adelsprädikat „Freiherren von Karlsburg“ nach dem Besitz. Im oder vor dem 19. Jahrhundert fiel der Ansitz in bäuerlichen Besitz. In der Zeit der Koalitionskriege 1810 wurde Milland durch durchziehende französische Truppen zerstört. Die Karlsburg blieb als einziges Gebäude unversehrt. 1865 gelangte das ehemalige „von Winkelhofen´sche Schloss“ zur Versteigerung. Dazu hieß es:

„Verlautbarung.
Das ehemalige Baron von Winkelhofen´sche Schloß ‚Karlsburg‘ welches in einer erhabenen und sonnigen Lage in Milland bei Brixen sich befindet, ist sammt den mit einer Mauer umfangenen Hofraum und mit schönem Garten, Hauskapelle und Einfang von circa 600 Klaftern um billigen Preis aus freier Sand zu verkaufen. Dasselbe ist drei Stockwerke hoch, sehr fest gebaut, wegen der Nähe zur Stadt in vortheilhafter Lage und gewährt nach allen Seiten die Aussicht auf das schöne Eisackthal... Brixen, am 10. Mai 1865. Josef Bacher“

Im 20. Jahrhundert waren in dem Gebäude eine Volksschule und Kindergarten untergebracht. Heute befindet sich das Anwesen in Privatbesitz und kann nicht besichtigt werden. 1958 erfolgte die Unterschutzstellung.